# مارتین ترانمل
مارتین ترانمَل (نروژی: Martin Tranmæl) زادهٔ ۲۷ ژوئن ۱۸۷۹ در تروندلاگ و درگذشته به تاریخ اول ژوئیه ۱۹۶۷ در سن ۸۸ سالی در اسلو، یک سیاستمدار حزب کارگر نروژ و یک خبرنگار نروژی بود.
مارتین ترانمَل رهبر جنبش انقلابی، در اتحادیه سراسری صنفی نروژ بود. در بهار سال ۱۹۱۸م، در نشست سراسری حزب کارگر نروژ، جنبش انقلابی به اکثریت دست یافت و حزب کارگر نروژ به یک حزب انقلابی با هدف استقرار یک جامعهٔ سوسیالیستی در نروژ تبدیل شد. بسیاری مارتین ترانمَل را رهبر واقعی حزب کارگر نروژ در سال‌های بین دو جنگ جهانی می‌دانند.

## پیشینه
پدر مارتین ترانمَل، یک کشاورز بود. مارتین خود در یک مزرعه با ابعاد متوسط در مقیاس نروژ، بزرگ شد. او نیز مانند بسیاری از نوجوانان آن عصر در نروژ از ادامه تحصیلات فوق ابتدایی محروم بود. اما به مطالعه علاقه داشت و با استفاده از آنچه در کتابخانهٔ روستا در دست بود به آموزش خود، به خصوص در مورد موضوع‌های تاریخی و ادبیات هنری پرداخت. علاقه وی به ادبیات هنری تا پایان عمر با وی باقی بود؛ طوری که وی در میان سالی خود، یکی از علاقمندان جدی تماشای نمایشنامه بود.
 بسیاری از جوانان با استعداد خود آموخته، در آن روزگار نروژ، برای آینده خود شغل آموزگاری را در نظر داشتند. اما وقتی پدر مارتین، از مزرعهٔ خانوادگی آنها رانده شد، مارتین در نوجوانی مجبور به کار شد. وی اول به عنوان نقاش ساختمان و سپس کارگر ساختمان در تروندهایم مشغول به کار گردید و به این ترتیب خیلی زود با محیط کارگری آشنایی پیدا کرد.

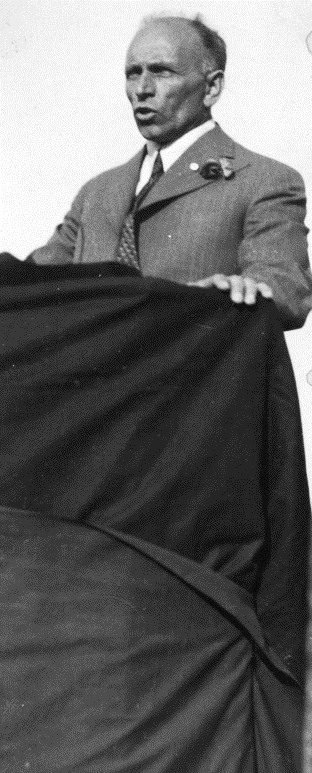
مارتین ترانمَل، یک سخنران ماهر بود.

پیشینهٔ خانوادگی مارتین دارای یک بعد سیاسی نیز بود. مارتین به یک خانواده روستایی تعلق داشت و در محیط کودکی و نوجوانی وی، گرایش به جنبش دهقانی و شرکت در گفتگوی‌های سیاسی در مورد مشکلات وابستگی به سوئد در سالهای ۱۸۹۰م، یک سنت خانوادگی بود. شاید همین سابقه خانوادگی، باعث شد که مارتین در اولین فرصت جذب فعالیت اجتماعی و سیاسی شود. وی ابتدا به جنبش پرهیز از مشروبات الکلی و بعد به جنبش کارگری پیوست.

بعد از دور افتادن از مزرعه خانوادگی و روستا، مارتین ترانمَل، نیز مانند بسیاری از جوانان دیگر رانده شده از محیط روستایی، از گرایش کودکی به سنت‌های ونستره، دور گشت؛ و به حزب کارگر نروژ ملحق شد. وی از جمله اعضای فعالی بود که در سازماندهی تشکیلات حزبی مشارکت داشت و هم به ابتکار وی یک نشریه جدید حزبی در تروندهایم، تحت عنوان: زمان نو (Ny Tid) تأسیس شد.

 بعد از مدت کوتاهی همزمان با شروع قرن بیستم، مارتین، به ایالات متحده آمریکا سفر کرد و تا سال ۱۹۰۵م، صرف نظر از دیدار کوتاهی که از نروژ داشت، در آنجا ماند. در این مدت وی از طریق نقاشی ساختمان یا کارهای ساده و اتفاقی دیگر، امرار معاش می‌کرد. در همین مدت وی به جنبش کارگری آمریکا و حتی به تشکیلات کارگران صنعتی جهان پیوست که یک جنبش صنفی سوسیالیستی جدید بود که در خارج از فدراسیون کارگران آمریکا - کنگره سازمانهای صنعتی قرار گرفته بود و نسبت به این تشکیلات جا افتاده، موضع انتقادی داشت.

مارتین ترانمَل، همزمان جذب حزب سوسیالیست ایالات متحده آمریکا به رهبری یوجین دبز، و محافل پیرامون این حزب شده بود. و به این ترتیب اولین دورهٔ آموزشی مارکسیستی را در همین محافل و هسته‌های کتاب خوانی، طی کرد. در همین زمان بود که مارتین، با ارسال گزارش از مطالعات و تجربه خود از نهضت کارگری آمریکا، برای نشریات حزب کارگر نروژ، به کار خبرنگاری آغاز کرد. وی به خصوص به شدت عمل کارفرمایان و پشتیبانی نهادهای دولتی از کارفرمایان توجه داشت و از چنین مواردی گزارش تهیه یا ترجمه می‌کرد. شاید همین تجارب باعث شد که وی بعدها موفقیت جنبش کارگری را تنها با استفاده از ابزار سیاسی ممکن بداند. 
بعد از بازگشت به نروژ، در اواخر سال ۱۹۰۵م، مارتین ترانمَل، به عنوان خبرنگار، شغل ثابتی در یک نشریهٔ وابسته به حزب کارگر نروژ در تروندهایم به دست آورد. در این فرصت وی از عقاید خود در مورد لزوم تجدید سازمان در حزب کارگر نروژ نوشت و همزمان به گروه مخالف داخلی حزب پیوست. در سال ۱۹۰۳م، به ابتکار وی شعبهٔ حزب کارگر نروژ در تروندلاگ جنوبی تشکیل شد و در سال ۱۹۰۶م، وی برای اولین بار به عنوان رهبر تشکیلات حزب، در تروندلاگ، در نشست سراسری حزب کارگر نروژ، شرکت کرد.

در این نشست، مارتین ترانمَل، از افرادی بود که با آن رهبرانی از حزب کارگر نروژ، که خواستار تجدید نظر در اعمال مقدمات برنامهٔ جدایی نروژ از سوئد بودند، به شدت به مخالفت برخاستند. به دنبال این مخالفت، تعدادی از مقامات تجدید نظر طلب، از مقام حزبی خود، کنار گذاشته شدند و چند مقام سابق حزب، به پست قبلی خود در حزب، بازگردانده شدند. همین امر باعث تمایز بیشتر حزب کارگر نروژ از احزاب غیر سوسیالیستی شد. تمایزی که در مورد این حزب، در مقایسه با دیگر احزاب سوسیال دمکرات، پررنگ تر است. همچنین در همین نشست، مارتین جزء رهبرانی بود که به فاصلهٔ بیشتر و روشنتر حزب از نظامی‌گری اصرار داشت. در مجموع، مصوبات این نشست باعث گردش حزب، به چپ شد. گردشی که در نوبت بعدی در انتخاب مارتین ترانمَل، به عنوان عضو هیئت مرکزی حزب کارگر نروژ، بازتاب پیدا کرد. مارتین تا سال ۱۹۶۳م، در این مقام حزبی باقی بود تا به میل خود کنار رفت.
در طول سالهای جنگ جهانی دوم، مارتین ترانمَل، به سوئد پناه برده بود. وی یک سخنران ماهر بود و ضمن سازماندهی یک اتحادیه کارگران نروژی در سوئد، بارها به در مورد وضعیت و مشکلات نروژ تحت اشغال در محافل بین‌المللی سخنرانی کرد. در این دوره، مارتین ترانمَل، از معدود کسانی بود که هنوز در پی مذاکرات صلح با آلمان بودند. بعد از پایان جنگ جهانی دوم و آزادی نروژ، مارتین ترانمَل، نه تنها در بازسازی تشکیلات حزب کارگر نروژ فعال بود، بلکه از مدیران اصلی تشکیل اولین دولت حزب کارگر نروژ، در نروژ بعد از جنگ بود. در این دوره برنامه‌های به تعلیق افتادهٔ حزب، مربوط به سالهای بحرانی ۱۹۳۰م، که نه میل و نه توان اجرای آنها وجود داشت، به مرحله اجرا درآمد. نقش مارتین ترانمَل، در این روند به قدری غالب بود که بسیاری وی را رهبر واقعی حزب کارگر نروژ در دورهٔ بین دو جنگ جهانی می‌دانند.
 مارتین ترانمَل، در دوران پس از جنگ جهانی دوم، تا زمان بازنشستگی، درسال ۱۹۴۹م، سردبیر نشریه حزب کارگر نروژ بود. همچنین در این دوره، وی ضمن حمایت از نخست‌وزیر وقت، اینار گارهاردسن؛ و نهضت ضد کمونیستی کارگری در نروژ، تلاش داشت که درون صفوف حزب کارگر نروژ، نظر مثبت به عضویت نروژ در پیمان ناتو را تقویت کند.
مارتین ترانمَل، از سال ۱۹۳۸ تا ۱۹۶۴م، عضو کمیته اعطای جایزه صلح نوبل بود. وی تا پایان عمر در سن ۸۸ سالگی، در سال ۱۹۶۷م، به نهضت پرهیز از نوشیدن مشروبات الکلی وفادار ماند و هرگز از فعالیت سیاسی غافل نبود.

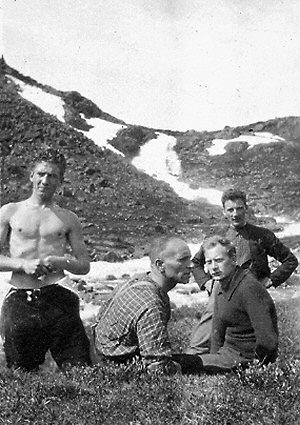
مارتین ترانمَل، (وسط سمت چپ) در کنار اینار گارهاردسن، اوایل دهه ۱۹۲۰ میلادی.

## نقش مارتین ترانمَل در حزب کارگر نروژ
ترانمل، ازجمله رهبران جناح تندرو حزب کارگر نروژ بود. با پیروزی جناح تندرو، در سال ۱۹۱۸م، ترانمل به دبیری حزب کارگر نروژ انتخاب شد.
ترانمل، سالها تلاش کرد که تا اکثریت اعضای حزب کارگر نروژ را به پذیرش پیش شرطهای عضویت حزب در کمینترن متقاعد کند. اما هم او بود که بعد، سیاستی را رهبری کرد که منجر به گسست حزب کارگر نروژ در سال ۱۹۲۳م، از کمینترن، شد. وی در طول سالهای دهه ۱۹۲۰م، به اصول و ضوابط انقلابی، همچنان پایبند بود. وی بارها در اقدامات غیرقانونی و تظاهرات ضد نظامی‌گری شرکت کرد. در همین رابطه، او چندین بار دستگیر شد و از جمله در سال ۱۹۲۴م، به زندان محکوم گشت. 
بار دیگر در دهه ۱۹۳۰م، ترانمل، در هدایت تغییر مسیر سیاست جنبش کارگری نروژ، از انقلابی به اصلاح‌طلبی مشارکت فعال داشت. مشارکتی که در سایهٔ آن این تغییر مسیر، با حداقل
اصطکاک درون جنبشی، عملی شد. در سالهای ۱۹۴۰ تا ۱۹۴۵م، به دنبال اشغال نروژ در طول جنگ جهانی دوم، مارتین ترانمَل در سوئد پناهنده بود؛ و در آنجا نقش مهمی برای شناساندن موقعیت نروژ، در روابط و مناسبات بین‌المللی ایفا کرد.